# Stát lidu jihozápadní Etiopie
Stát lidu jihozápadní Etiopie (amharsky የደቡብ ምዕራብ ኢትዮጵያ ህዝቦች ክልል, anglicky South West Ethiopia Peoples' Region , SWEPR) je jedním ze dvanácti etiopských států. Stát lidu jihozápadní Etiopie se 23. listopadu 2021 odtrhl od tehdejšího Státu jižních národů, národností a lidu, poté co se 98% většina hlasujících v referendu konaném 30. září 2021 vyslovila pro odtržení oblasti a vytvoření nového státu v rámci Etiopie. Stát je tvořen okresy Keffa, Sheka, Bench Sheko, Dawro, Západní Omo a distriktem Konta. Hlavním městem je Bonga.
Na jihu sousedí krátce s Keňou a Jižním Súdánem. V rámci Etiopie sousedí na západě se státem Gambela, na severu s Oromií, na severovýchodě se Střední Etiopií a na východě s Jižní Etiopií, přičemž většinu této hranice tvoří řeka Omo.